# Delaney (Virginia Occidental)
Delaney es un área no incorporada ubicada en el condado de Wood (Virginia Occidental), Estados Unidos. Está registrada en el Servicio Geológico de Estados Unidos con fecha de entrada del 1 de junio de 1995.
El número de identificación asignado por el Sistema de Información de Nombres Geográficos es 1560371.

## Geografía
Se encuentra a una altitud de 200 m s. n. m. (656 pies) según el Servicio Geológico.